# Belovár
Belovár (horvátul: Bjelovar, németül: Belowar) város és község Horvátországban, Belovár-Bilogora megyében. A megye közigazgatási, gazdasági és kulturális székhelye, a Belovár-Kőrösi egyházmegye püspöki székvárosa.

## A község települései
Közigazgatásilag 31 település tartozik a községhez:
Belovár, Breza, Brezovac, Ciglena, Galovac, Gornje Plavnice, Gornji Tomaš, Gudovac, Klokočevac, Kokinac, Kupinovac, Letičani, Mala Ciglena, Malo Korenovo, Novi Pavljani, Novoseljani, Obrovnica, Patkovac, Prespa, Prgomelje, Prokljuvani, Puričani, Rajić, Stančići, Stare Plavnice, Stari Pavljani, Tomaš, Trojstveni Markovac, Veliko Korenovo, Zvijerci és Ždralovi.

## Fekvése és éghajlata
Zágrábtól légvonalban 67, közúton 87 km-re keletre, Kaproncától 35 km-re délre a Bilo-hegység délnyugati lejtőin és fennsíkján, valamint a Lónya–Ilova medence északnyugati részén, fontos útvonalak találkozási pontjában fekszik. Itt halad át a Zágrábból Eszék irányába menő nyugat-kelet irányú főút keresztezve az észak-déli irányú, Szentgyörgyvár felől Csázma irányában haladó főutat. Már megkezdődött a Zágráb–Belovár–Verőce autópálya építése, mely gyorsabb közlekedést tesz majd lehetővé a főváros irányába. A község északi részén a Bilo-hegység hosszú, 200–250 méter magas vonulata található. Maga a város a termékeny Lónya–Ilova medence északnyugati részén, a Bjelovarska és Plavnička patakok között fekszik, magassága 120 és 160 méter között váltakozik. Éghajlata kontinentális, a telek mérsékelten hidegek, a nyarak mérsékelten melegek. Az átlagos csapadékmennyiség 900 mm évente, az átlagos relatív páratartalom 80%-os. Az évi középhőmérséklet 12 °C, a januári középhőmérséklet -0,4 °C, a júliusi 20,6 °C.

## Története

### Őskor és ókor
A régészeti leletek tanúsága szerint a mai város területén már ősidők óta élnek emberek. A Starčevo-, a korenovói, a sopoti, lasinjai és a vučedoli kultúra leletei mellett számos bronzkori és vaskori lelet is előkerült itt. A lelőhelyek közül is kiemelkedik a várostól délre fekvő malo korenovói, mely egyben az i. e. 4600 és i. e. 4200 között virágzott és jellegzetes szalagvonalas díszítésű kerámiáról nevezetes újkőkori korenovói kultúra névadó lelőhelye. A lelőhely Malo Korenovótól délre, a Česma folyó mentén fekvő hegyoldalban található. 1956 és 1961 között folytak itt a régészeti feltárások.
A térség intenzívebb fejlődése a római hódítással együtt indult meg. A rómaiak először i. e. 229-ben nyomultak be a Dráva és a Száva közötti területre. Éppen a város területén keresztezte egymást két római út, ezért ennek közelében katonai őrállomás volt. Ebből a 2. és 4. század között római település fejlődött ki. Bár erről írásos adat nem maradt fenn, de létezését megerősítik a mai Matošev téren, a Stjepan Radić téren, illetve a város tágabb határában előkerült ókori leletek. Közülük a legjelentősebb egy Iphigeneiát Tauriszban ábrázoló dombormű, melyet a 19. században az Ávilai Szent Teréz székesegyház kapuzatába falaztak be. A település a Nyugatrómai Birodalom bukása után eltűnt a föld színéről. Ezután Belovár területe egészen a 13. századig lényegében lakatlan maradt.

### Belovár a középkorban
A 14. században a mai Belovár község területén már felbukkan több plébánia is, ilyenek a mai Stari Pavljani, Novoseljani, Klokočevac és Gudovac területén 1334-ben említett plébániák. Szinte ezzel egyidejűleg a 14. század közepén 1349-ben említik először Jakabszerdahely („Jakowzeredahel”) települést, mely a mai belváros közvetlen közelében, a Male és Velike Sredice utcák helyén feküdt. A Szerdahely (Sredice) név valószínűleg arra utal, hogy itt szerdai napokon hetivásárokat tartottak, tehát a jelentősebb települések közé tartozott. Névelőtagját egykori Jakab nevű birtokosáról kapta.
Belovár nevét csak 1423-ban említik először, akkor még „Beloblathye” alakban a jakabszerdahelyi uradalom részeként. A név egy a mai Belovártól délre folyó Beloblaće („Bela blata”) nevű patakkal lehet kapcsolatban. A török támadások a 15. század második felétől veszélyeztették egyre inkább a térség településeinek életét. Hatásukra a község területén a mai Gudovacon felépítették Gadóc várát, melyet 1495-ben „castrum Gwdowch” néven említenek először. A vár a közeli Szvibóccal („Zwybowcz”) együtt képezte a végvárrendszer részét. A török 1542-ben mindkét várat elfoglalta, a térség lakossága részben elmenekült, részben fogságba esett.

### A török háborúk idején
A térség több mint fél évszázadra pusztasággá vált, majd a 17. század elején pravoszláv vlach határőrök kezdtek itt letelepedni. Ennek a betelepülésnek az adatai tűnnek ki egy, valószínűleg 1610-ből származó összeírásból. Eszerint „Superior Plaunitz” (a mai Plavnice Gornje) 26, „Inferior Plaunicz” (a mai Plavnice Stare) 23, „Pergamale” (a mai Prgomelje) 21, „Gudowacz” (a mai Godovac) 24, „Korenoua” (a mai Korenovo) 16 és „Bresowlany” (a mai Brezovac) 9 fővel rendelkezett. Ebben az időben kezdték kiirtani a mai város területén a nagy kiterjedésű erdőket. Ezt jelképezik a város címerében az előtérben látható fatuskók. A betelepített határőrök a mai város helyén a török támadások kivédésére előbb őrhelyet, majd várat építettek. Ez a vár legkésőbb 1626-ban már kellett hogy álljon, mert ekkor bukkan fel mai Belovar név először a korabeli forrásokban. A vár őrsége a szlavón határőrvidék részeként a kőrösi főkapitánysághoz tartozott. 1644-ben már kifejezetten a várat említik „castell Welowär” alakban. A város későbbi történelme során mint katonai erődítmény fejlődött, amiről 1660-ból származó alaprajzok tanúskodnak. Ezt a szerepet mind a határőrvidék igazgatásában, mind a törökök elleni hadviselésben betöltötte. A határőrvidék átszervezésekor Belovárt a varasdi katonai körzet katonai, majd adminisztratív központjának tettét meg, ami e városnak további fejlődésében mély nyomot hagyott.

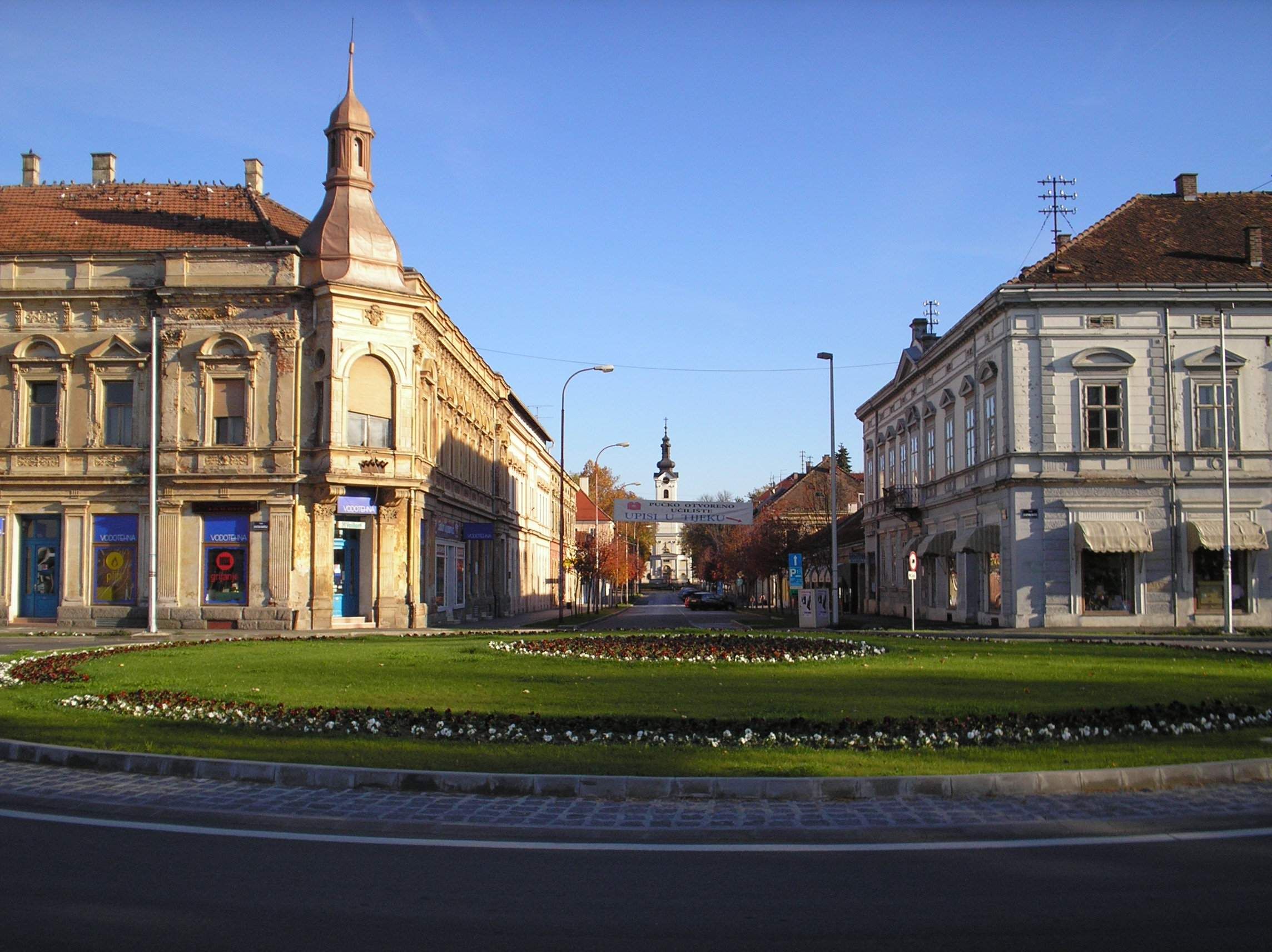
Belovár belvárosa

### Belovár a városi fejlődés útján
A korábban jelentéktelen település Mária Terézia idejében lett igazi nagyváros, amikor a katonai határőrvidék fontos központjává vált. 1756-ban új erődítményt építettek ide, mely 1871-ig a varasdi határőrvidék szentgyörgyvári ezredének székhelye volt. A királynő rendeletére 1772-ben Belovárt mezővárosi rangra emelték, a Militar Kommunität különleges előjogaival. Mai, szabályos városszerkezete ennek a nyomait őrzi. 1761-ben a királynő rendelkezésére piarista atyák érkeztek a városba és még abban az évben megkezdték az oktatást. 1765-ben felépítették az Avilai Szent Teréz plébániatemplomot, a piarista rendházat és az iskolát. 1772-ben megalapították a belovári plébániát, melyet 1790-ig szintén a piaristák vezettek. Annak ellenére, hogy a vidéket későbbi fejlődése során az ipar jellemzi, a környéket pedig a mezőgazdaság, Belováron már korán, a 18. században fejlődni kezdett a selyemfeldolgozó ipar. 1772-ben felépült a szövőgyár.

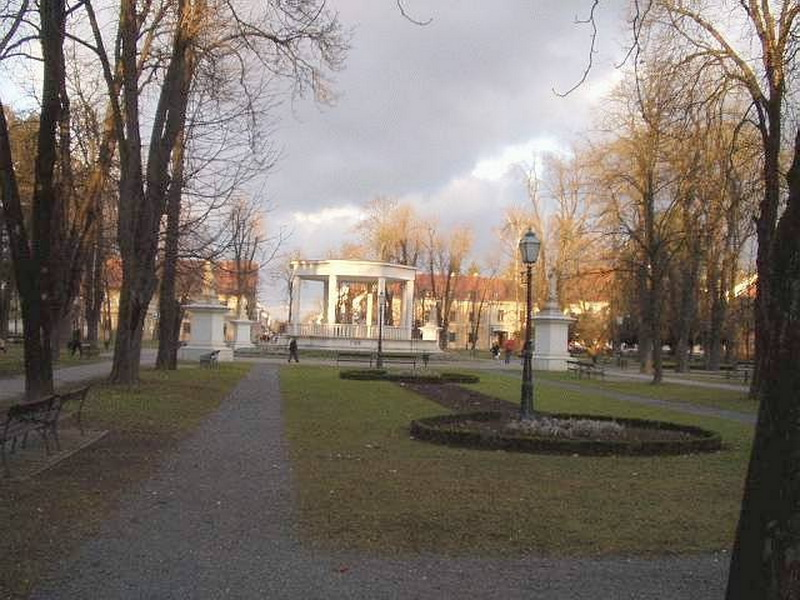
A főtér a pavilonnal

1871-ben megszűnt a katonai közigazgatás. 1872-ben kezdte meg működését a királyi ítélőtábla. Belovár 1874-től szabad királyi város, 1886-tól a trianoni békeszerződésig Belovár-Kőrös vármegye székhelye volt. A Belovár és Kőrös közötti vasútvonal az 1890-es években készült el, mely a település fejlődését nagyban elősegítette. A város első ipari üzeme a Parolim 1894-ben, a vasútvonal megnyitásának évében kezdte meg működését. Rajta kívül abban az időben már működött Dragutin Wolf péksége, melyből a mai Koestlin kifejlődött, Hinko Franck és fiainak belovári üzeme és Josip Svoboda húsfeldolgozó üzeme. A zágrábi kereskedelmi és iparkamara 1906-ban Belováron 118 kereskedőt és 313 iparost tartott számon, mellyel a város Zágráb, Károlyváros és Varasd után a negyedik helyet foglalta el Horvátország területén. 1910-ben 7231 lakosából 5270 horvát, 839 szerb, 333 magyar, 316 cseh és 315 német volt. A fejlődést az első világháború akasztotta meg. 1918-ban az új szerb-horvát-szlovén állam, majd később Jugoszlávia része lett. A közigazgatás átszervezése során Bjelovár-Kőrös megye székhelye lett. Az újabb gazdasági fejlődés az 1929-es világválságig tartott. Ebben az időszakban nyílt meg a város első uszodája és az NK Bjelovar sporttelepe. 1932-ben megnyitották a városi strandot.

### A II. világháború után
A város 1941 és 1945 között a németbarát Független Horvát Államhoz tartozott. Az újabb közigazgatási átszervezésben Belovár Bilo Gora megye székhelye lett. A háborús időszakot a város nagyobb pusztítás nélkül úszta meg. Csupán a vasutat, mint a fő katonai szállítási vonalat érte bombatámadás. A háború után a szocialista Jugoszláviához tartozott. A szocialista hatóságok nyomban hozzáláttak az ipar és az infrastruktúra fejlesztéséhez. A város északi részén nagyarányú lakásépítés indult meg, mert a lakások száma nem volt elegendő a lakosság megnövekedett számához. Az 1950-es évek végén a történelmi városközpont déli részén kezdődtek nagyarányú lakásépítések. 1960-ban felépült a posta új épülete. A városképi jelentőségű épületek megőrzése mellett számos földszintes házat bontottak le és helyükön többemeletes házakat építettek. Elkészült a kórház gyermekosztályának épülete, átadták a 3-as számú elemi iskola új épületét. Ebben az időszakban alakult ki a város ipari övezete többek között a Koestlin, a Česma, a Technogradnja és az Elektrometal vállalatok telephelyeivel. Az ipar fejlődésével növekedett a lakosság is. A város északi részén újabb elemi iskola és sportcsarnok létesült. A vasútállomás közelében megépült az új buszpályaudvar. 1976 és 1982 között 12 ezer négyzetméteren 200 ággyal, új osztályokkal bővítették a kórház létesítményeit. Az új fejlesztésekkel Belovár Északnyugat-Horvátország egyik legjelentősebb városa lett.

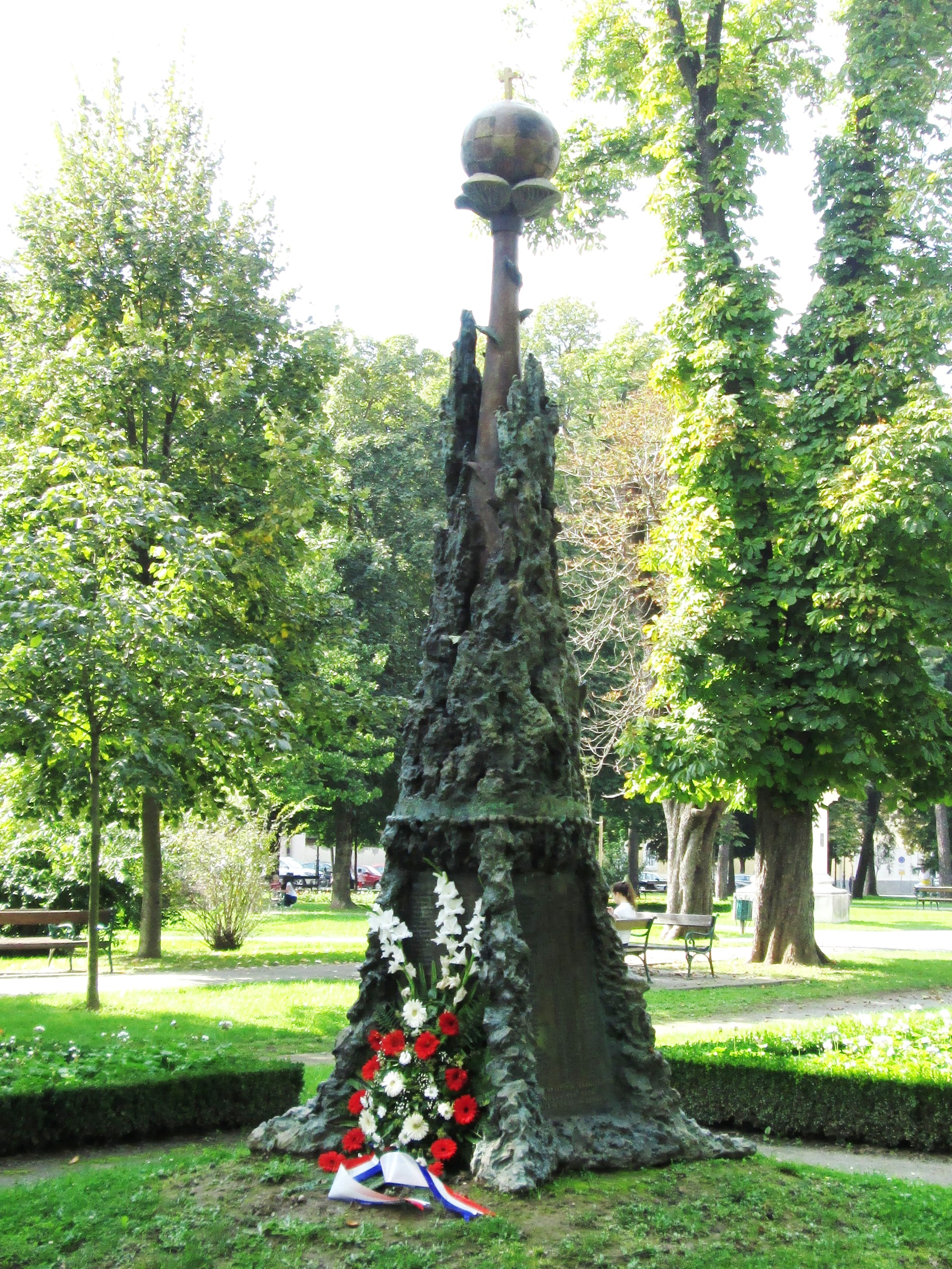
A honvédő háború hőseinek emlékműve

### A délszláv háború idején
A délszláv háború előzményeként 1990 áprilisában több párt részvételével szabad választásokat tartottak, melyből itt is a HDZ, a Horvát Demokrata Közösség került ki győztesen. 1991. június 25-én kikiáltották a független Horvátországot. Az új horvát elnök Franjo Tuđman 1991. szeptember 12-én bojkottot hirdetett a JNA összes horvátországi laktanyája ellen. Eredménytelen tárgyalások sora után, melyek arra irányultak, hogy a katonaság békésen távozzon a város területéről szeptember 29-én hajnalban a rendőrség és a nemzeti gárda erői megtámadták a város nyugati részén, Vojnovićon levő laktanyát, melyben a JNA egyik páncélos alakulata állomásozott. A harcok, melyek során mindkét fél veszteségeket szenvedett 19 óráig tartottak. Végül miután több tucat objektumot felgyújtottak a jugoszláv katonaság megadta magát. A horvát erők 78 db T-75-ös harckocsit és 80 db egyéb páncélozott járművet zsákmányoltak. A város melletti erdőben lőszerraktár volt, melyet a horvát egységek bevonulása közben robbantott fel annak parancsnoka. Egyedül itt 11 horvát harcos esett áldozatul. Bár polgári áldozat nem esett, a város épületei a harcokban súlyos károkat szenvedtek. Megsérült többek között a főtér több épülete, a Szentháromság pravoszláv templom és a katolikus plébániatemplom, a kórház, a rendőrség és a posta épülete is. Összesen 25 középület, 437 lakóépület és 169 gazdasági épület rongálódott meg. A győzelem emlékére 1997-ben a városi tanács szeptember 29-ét a Belovár napjává nyilvánította. 

### A püspökség alapítása
2009. december 5-én XVI. Benedek pápa Belovár székhellyel megalapította a belovár-kőrösi püspökséget. Első püspökévé Vjekoslav Huzjakot jelölte ki, akit 2010. március 20-án iktattak be hivatalába. A szertartás főcelebránsa Josip Bozanić zágrábi bíboros érsek volt. Ezzel az Ávilai Szent Teréz plébániatemplom székesegyház rangjára emelkedett. 2011-ben a városnak 27 024, a községnek összesen 40 276 lakosa volt.

## Lakossága

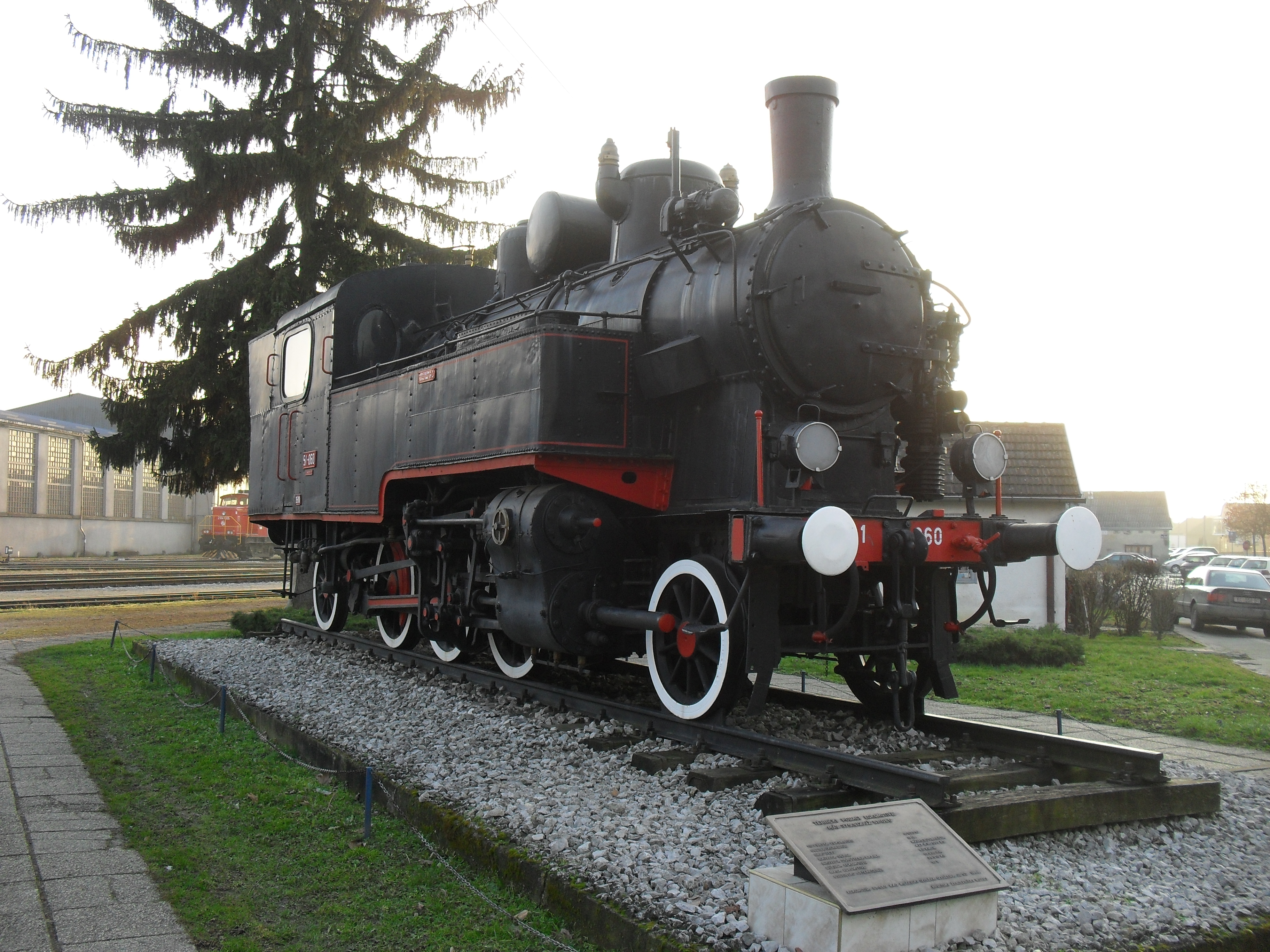
Kiállított MÁVAG - MÁV 375,912 gőzmozdony a belovári vasútállomáson

| Lakosság változása | Lakosság változása | Lakosság változása | Lakosság változása | Lakosság változása | Lakosság változása | Lakosság változása | Lakosság változása | Lakosság változása | Lakosság változása | Lakosság változása | Lakosság változása | Lakosság változása | Lakosság változása | Lakosság változása | Lakosság változása |
| ------------------ | ------------------ | ------------------ | ------------------ | ------------------ | ------------------ | ------------------ | ------------------ | ------------------ | ------------------ | ------------------ | ------------------ | ------------------ | ------------------ | ------------------ | ------------------ |
| 1857               | 1869               | 1880               | 1890               | 1900               | 1910               | 1921               | 1931               | 1948               | 1953               | 1961               | 1971               | 1981               | 1991               | 2001               | 2011               |
| 2.787              | 3.469              | 4.671              | 5.609              | 7.873              | 9.266              | 9.994              | 10.252             | 12.867             | 13.569             | 15.761             | 21.540             | 25.203             | 26.926             | 27.783             | 27.024             |

## Gazdaság
Belovár városa Horvátország jelentős iparközpontjai közé sorolható, fejlett élelmiszer és fafeldolgozó iparával. A község az egész Horvátország fejlődésének fontos tényezője, mivel egy fontos nemzetközi útvonal mentén fekszik, mely Zágrábon keresztül összeköti Közép- és Kelet-Európát az észak-adriai közlekedési pontokkal. A városban a ma létező iparágak közt a legfejlettebb az élelmiszer, fa- és fémfeldolgozó ipar.

## Nevezetességei

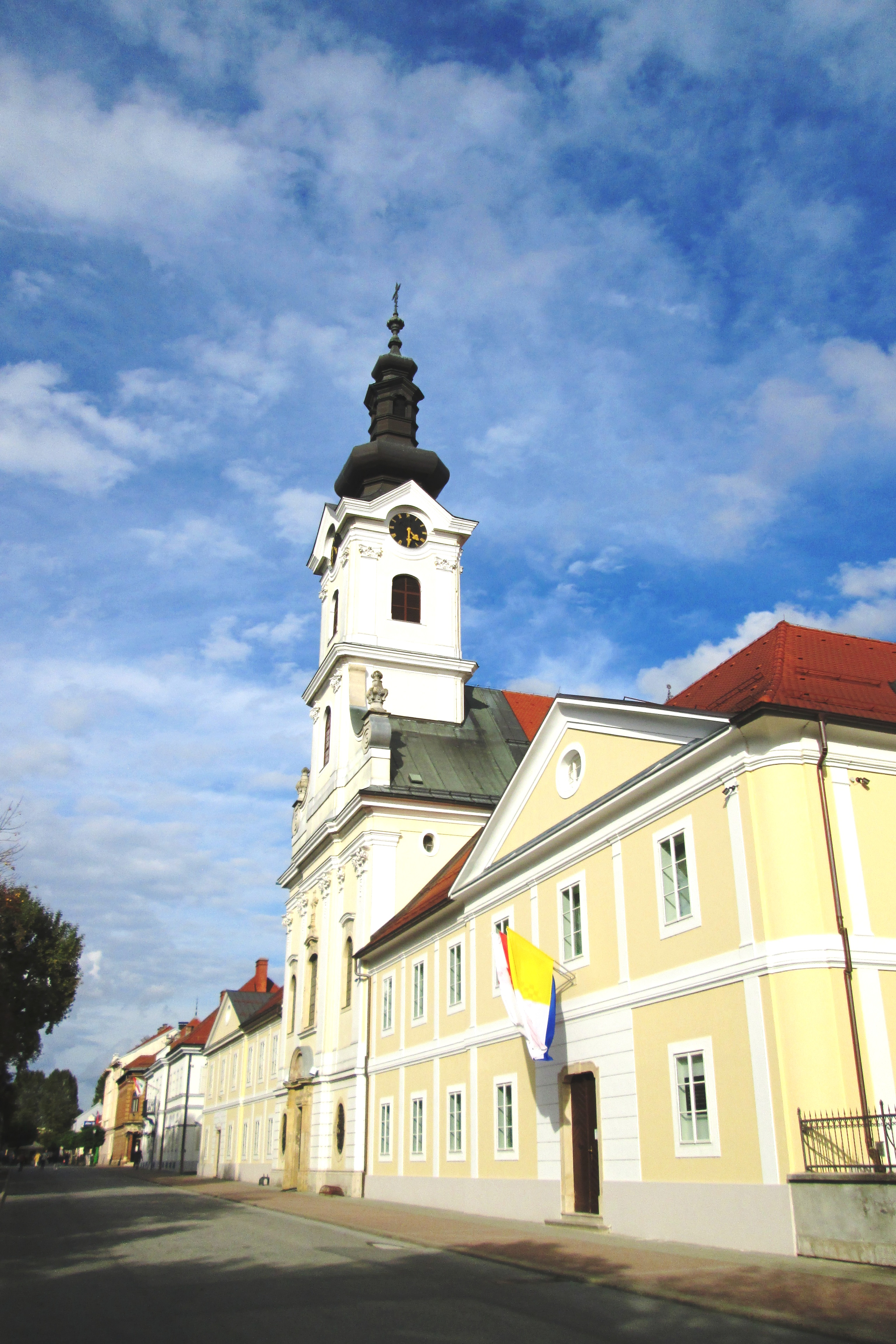
A főtér délnyugati oldala a székesegyházzal

- Ávilai Szent Teréz tiszteletére szentelt barokk székesegyháza[4] 1771-ben épült. Egyhajós épület félköríves szentéllyel, a főhomlokzat felett magasodó harangtoronnyal. Homlokzatával a város főtere felé néz. Hozzá kétoldalt L-alakban csatlakozik az 1772 és 1774 között épített plébániaház, mellyel egy egységet képezve a főtér (Eugen Kvaternik tér) délkeleti oldalának domináns épületegyüttese. Máig eredeti formájában maradt fenn.

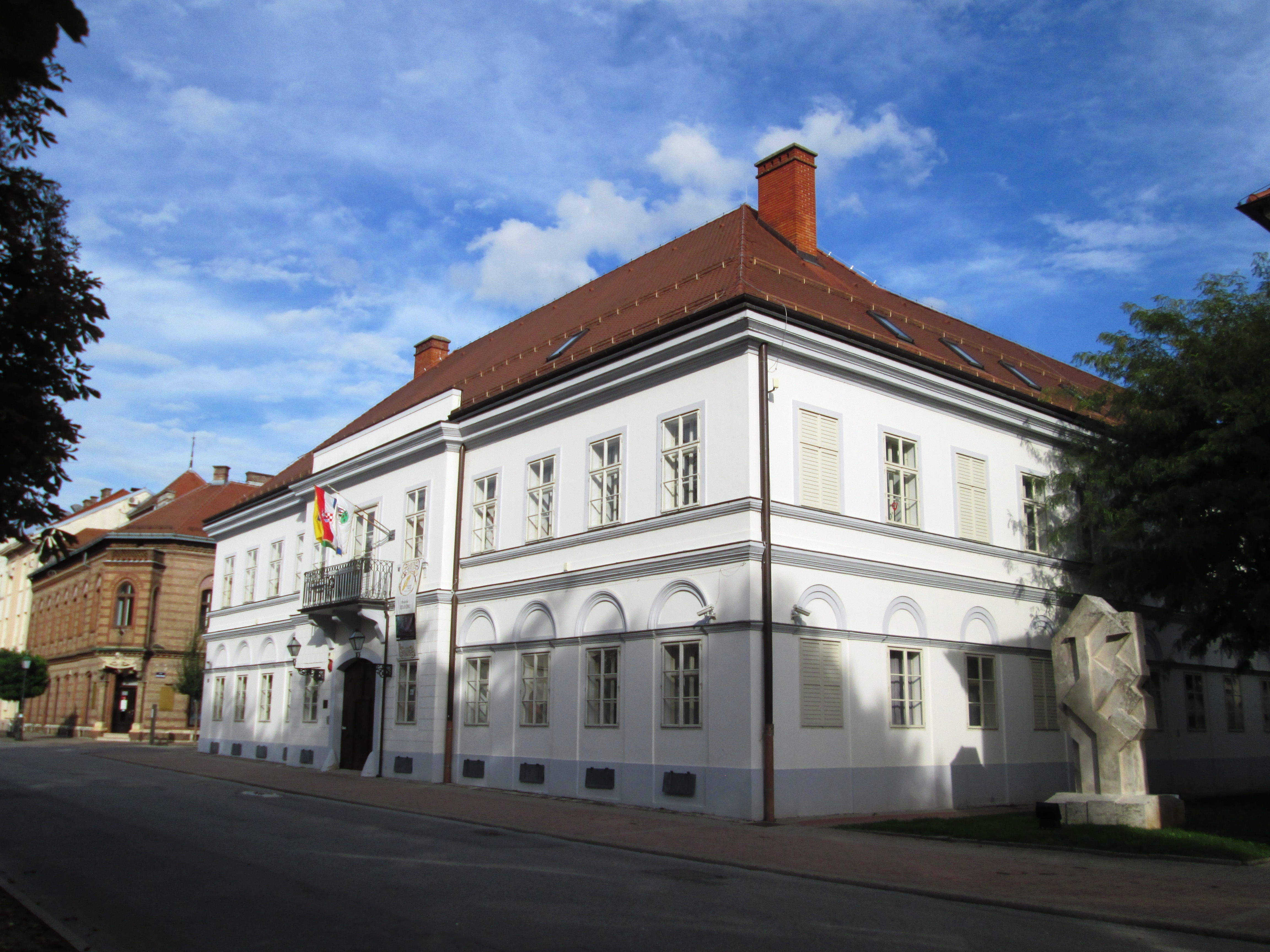
A városi múzeum épülete

- Közvetlenül a székesegyház mellett áll a városi múzeum épülete, melyet 1832-ben építettek. 1949 óta működik múzeumként. Itt őrzik a város és környéke történetének legjelentősebb emlékeit. Ókori gyűjteménye a megye területéről előkerült római emlékeket őrzi. Várostörténeti gyűjteményében Mária Terézia oklevelei mellett a helyi céhek és kézművesipar remekeit bemutató kiállítás található. A honvédő háborút bemutató gyűjteményben fényképek, korabeli dokumentumok, egyenruhák, fegyverek találhatók. A múzeum őrzi a helyi születésű Nasta Rojc festőművész és a daruvári Evica Pocrnić autodidakta szobrászművész hagyatékát is.
- A tér közepén álló pavilont 1943-ban építették brači kőből. Ez Európa legnagyobb kőből épített pavilonja. A tér közepén álló négy barokk szobor Avilai Szent Terézt, Szent Györgyöt, Szent Ilonát és Nepomuki Szent Jánost ábrázolja, 1777-ben, illetve 1778-ban készültek.

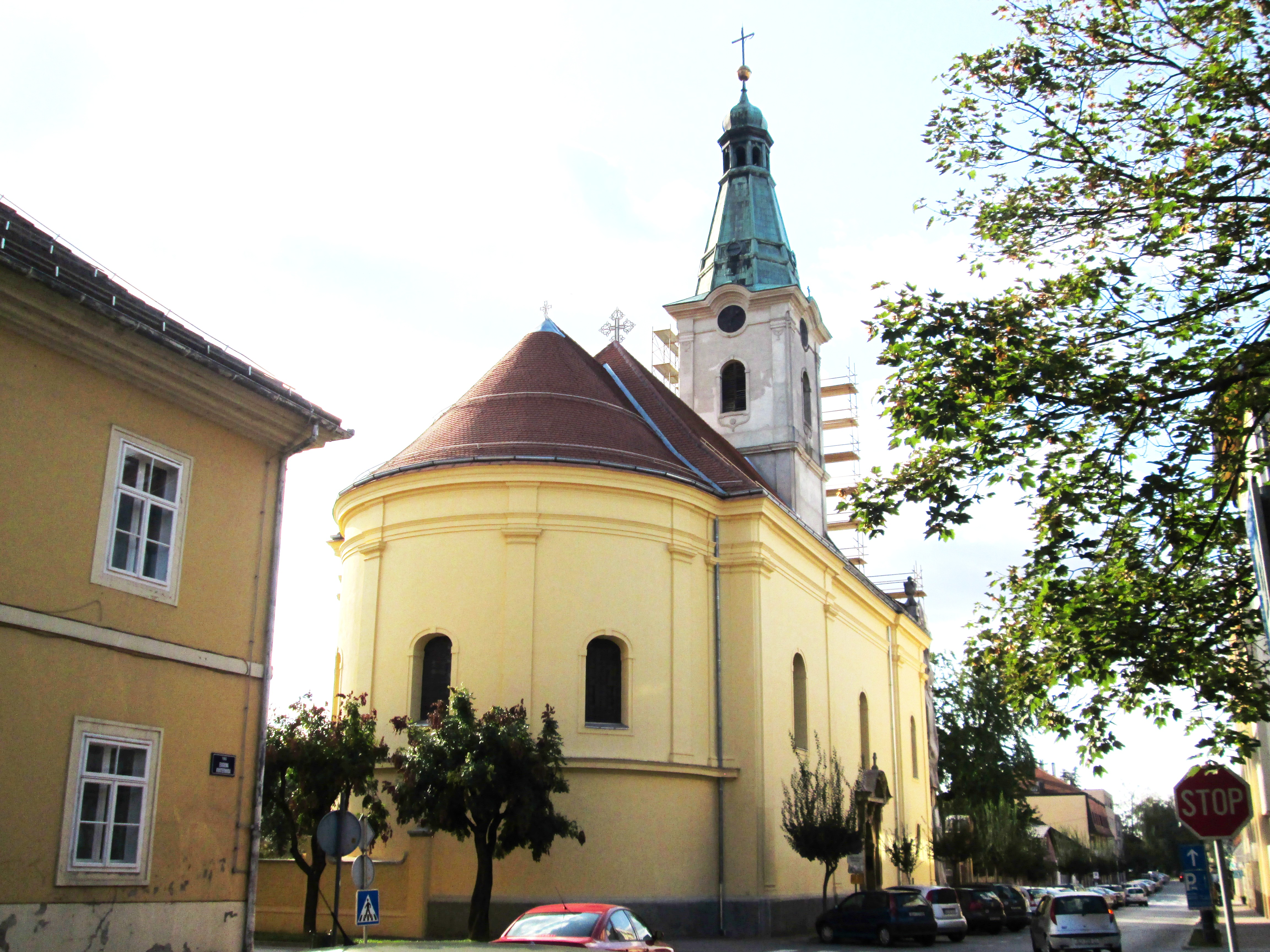
A Szentháromság templom

- A Szentháromság tiszteletére szentelt pravoszláv templom[5] 1792 és 1795 között épült klasszicista stílusban. Négyszög alaprajzú épület félköríves szentéllyel. A harangtornyot 1822-ben építették a nyugati homlokzat fölé. 1902-ben a templom faliképekkel és új ikonosztázzal gazdagodott.

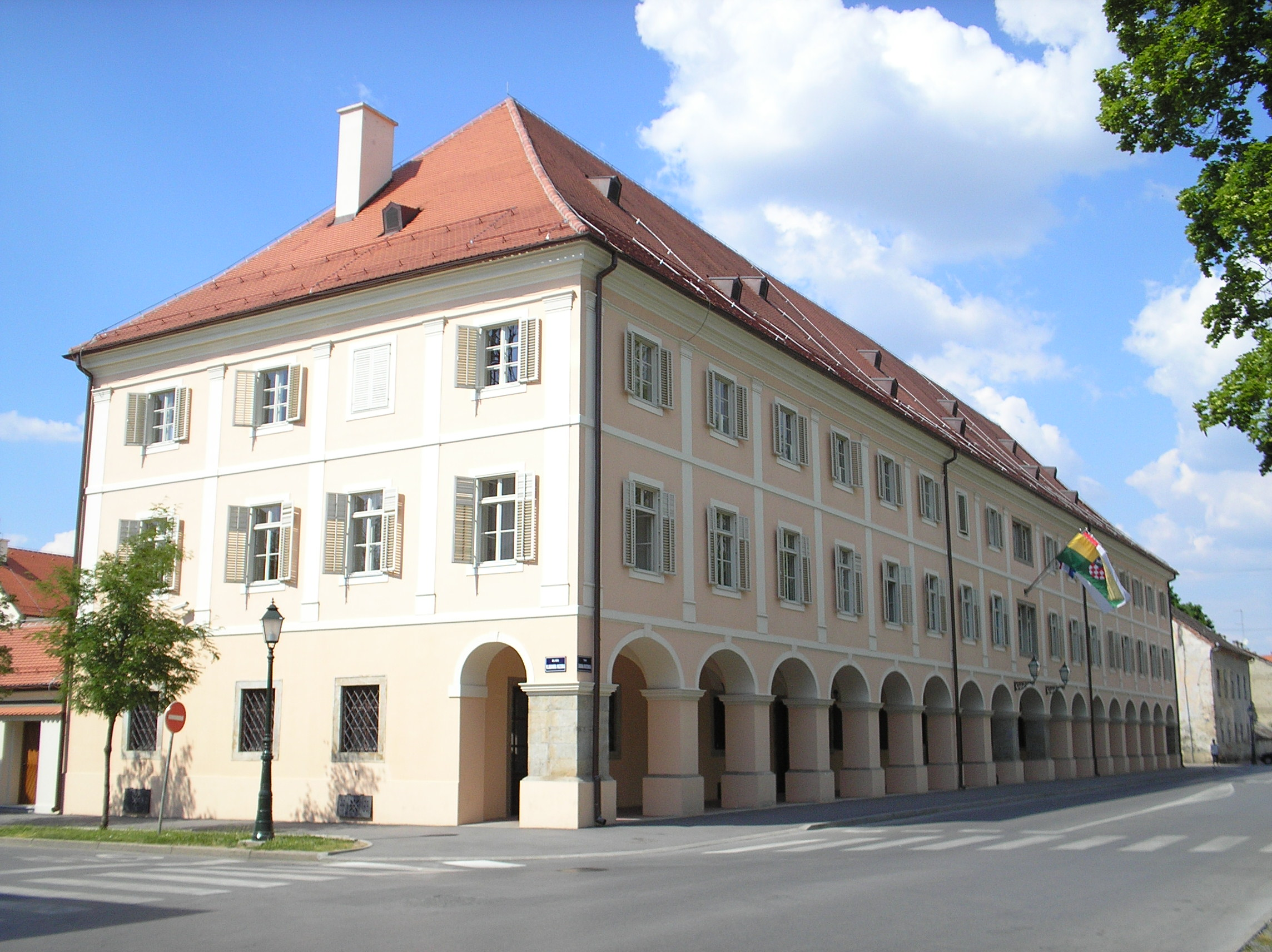
A városháza épülete

- Az Eugen Kvaternik tér 13. szám alatt áll a kőrösi regiment parancsnokságának egykori épülete. Földszinti része 1756 körül épület késő barokk stílusban, mai formáját a 19. század első felében nyerte el. Ma a polgármesteri hivatal található benne.
- Az Eugen Kvaternik tér 7. szám alatt áll az egykori tiszti lakóház, mely már a város legrégebbi, 1772-ben készült térképén is rajta van. A 20. század elején a vármegyei közigazgatás épülete lett. Az épületet késő historikus stílusban alakították át, megtartva a barokk jellegzetességeket.[6]
- Az Eugen Kvaternik tér 2. szám alatt áll az egykori katonai parancsnokság épülete. A téglalap alaprajzú, kétemeletes épület a tér északi oldalán található. Az épület fennmaradt terve 1791-ből származik. Az 1828-as terv jelmagyarázatában a Kőrösi ezred „Comando Haus”aként szerepel. A tér felé néző főhomlokzatot teljes hosszában árkádos nyílások, míg az emeletet 17 ablakos, egységes ritmusú sorok tagolják. A katonai határőrség késő barokk épülete a város egyik legrégebbi, ma is álló épülete.[7]
- A zsinagóga 1913-ban emelt épületét a II. világháború után kultúrházzá alakították át.
- Helyi kultúrtörténeti jelentőségű az egykori olvasókör 1832-ben épített klasszicista épülete a Lebović sétány 9. szám alatt.
- A kórház épületegyüttese a főtértől északkeletre helyezkedik el. Három, a Mihanovićeva utca felé néző épületből áll: a sebészeti pavilonból, a belgyógyászati osztály épületéből és a Villa Marijából. A legrégebbi rész az 1845-ben katonai kórházként épült belgyógyászati osztály tömbje. A sebészeti osztály 1924-ben épült Fischer Ignác tervei szerint, míg a Vila Mariját 1928-ban magánszanatóriumként építették. Az épületegyüttest jelentős kertészeti és parképítészeti formák gazdagítják.[8]
- A megyei és városi bíróság épületkomplexuma a városközpont déli részén, a főtértől keletre található. Két 19. századi épületből áll, amelyeket később kapcsoltak össze. Itt találhatók a bíróságok és az államügyészség hivatalai. Az udvari részen börtönlétesítmények találhatók. A főhomlokzatokat historizáló stílusú elemek alkotják, így a megyei bíróság épületét neoromán stílusú homlokzat jellemzi, míg a városi bíróság épületének homlokzata neoklasszikus.[9]

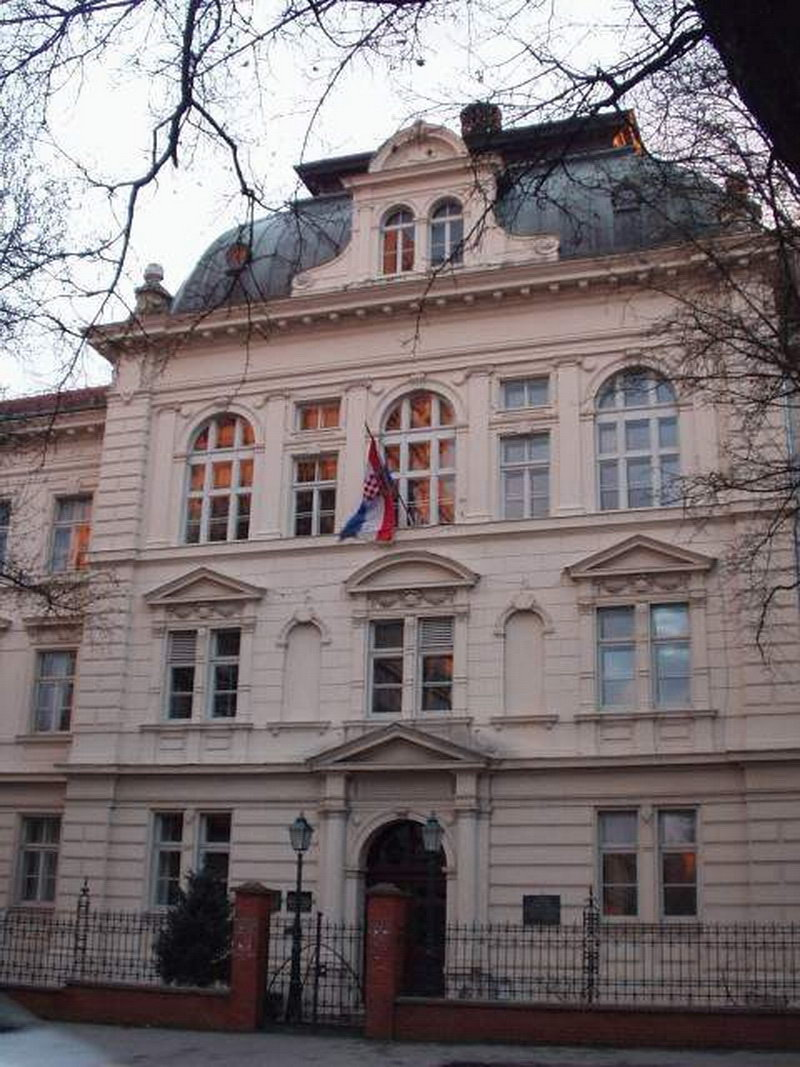
A városi gimnázium épülete

- A gimnázium Matice Hrvatske 17. szám alatti kétemeletes épületét 1900-ban emelték. Homlokzata a reneszánsz stílus elemeit tartalmazza, közepén a homlokzat síkjából kiemelkedő rizalit fölé kupolát építettek. A város 20. százat eleji építészetének talán legreprezentatívabb épülete.[10]
- A ferencesek Páduai Szent Antal temploma és kolostora 1936-ban épült.
- A régi temetőben álló Szent András templomot 1765-ben építették.
- A városi piac végében álló Szent Flórián kápolna 1756-ban épült.

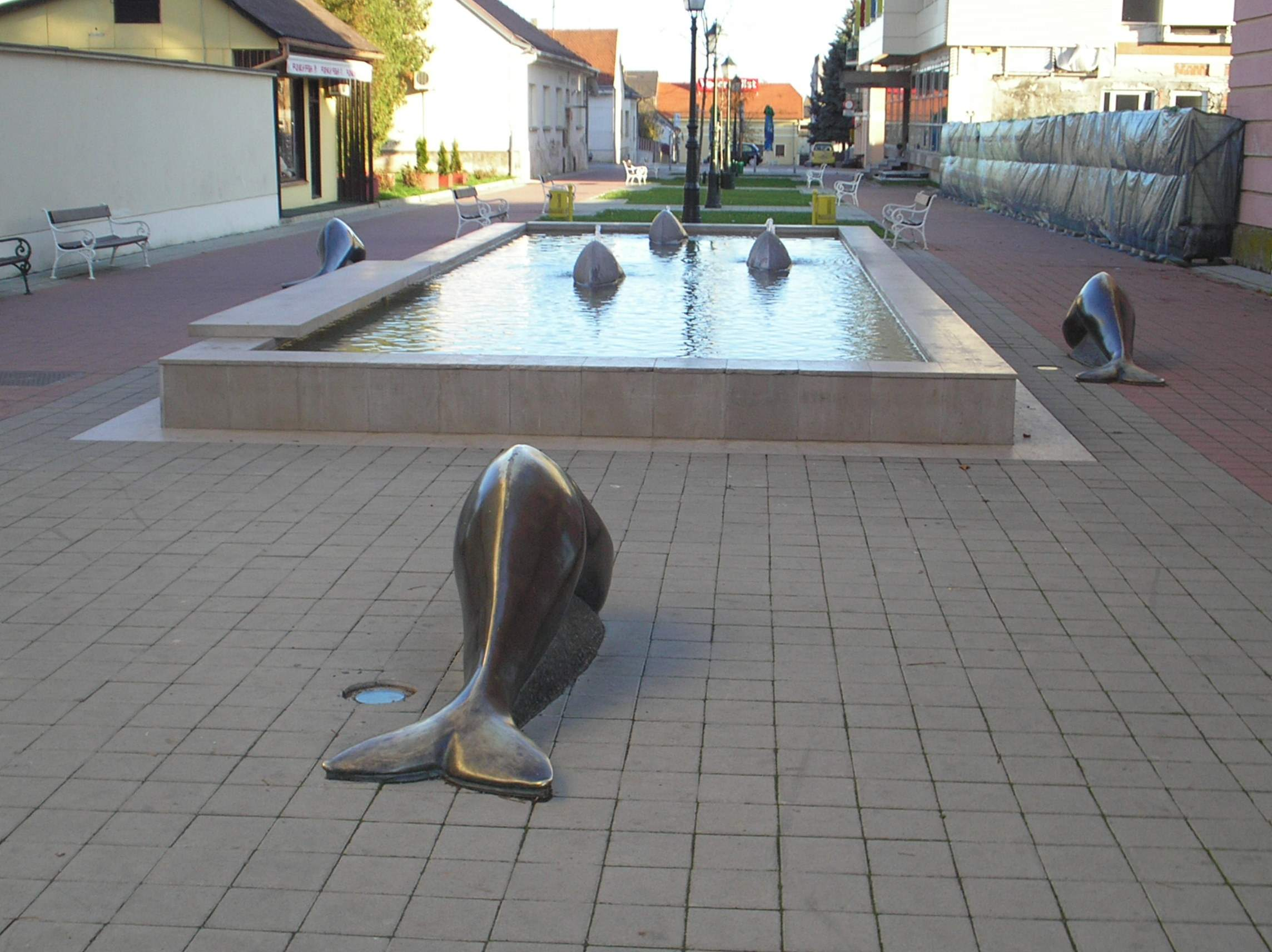
Szökőkút a belvárosban

- Belovár közvetlen közelében számos kirándulóhely és idegenforgalmi látványosság is található, mint a Bilo-hegység és a Kálnik-hegység, a šodericai víztározó és Hlebine, amely a naiv festészet központja. Jelentős a több mint 140 vendéglátóipari objektum kínálata mely majdnem kizárólag különleges és tájjellegű. Fontos még megemlíteni a fejlődésben lévő falusi turizmust, melyet kiegészítenek a különböző sport- és üdülőobjektumok, melyek e község egyes falvaiban épültek fel.
- Az 1991. szeptember 29-i harcokban a város védelmében elesettek emlékműve Barutana területén.
- A II. világháború áldozatainak emlékműve Lug területén.

## Kultúra

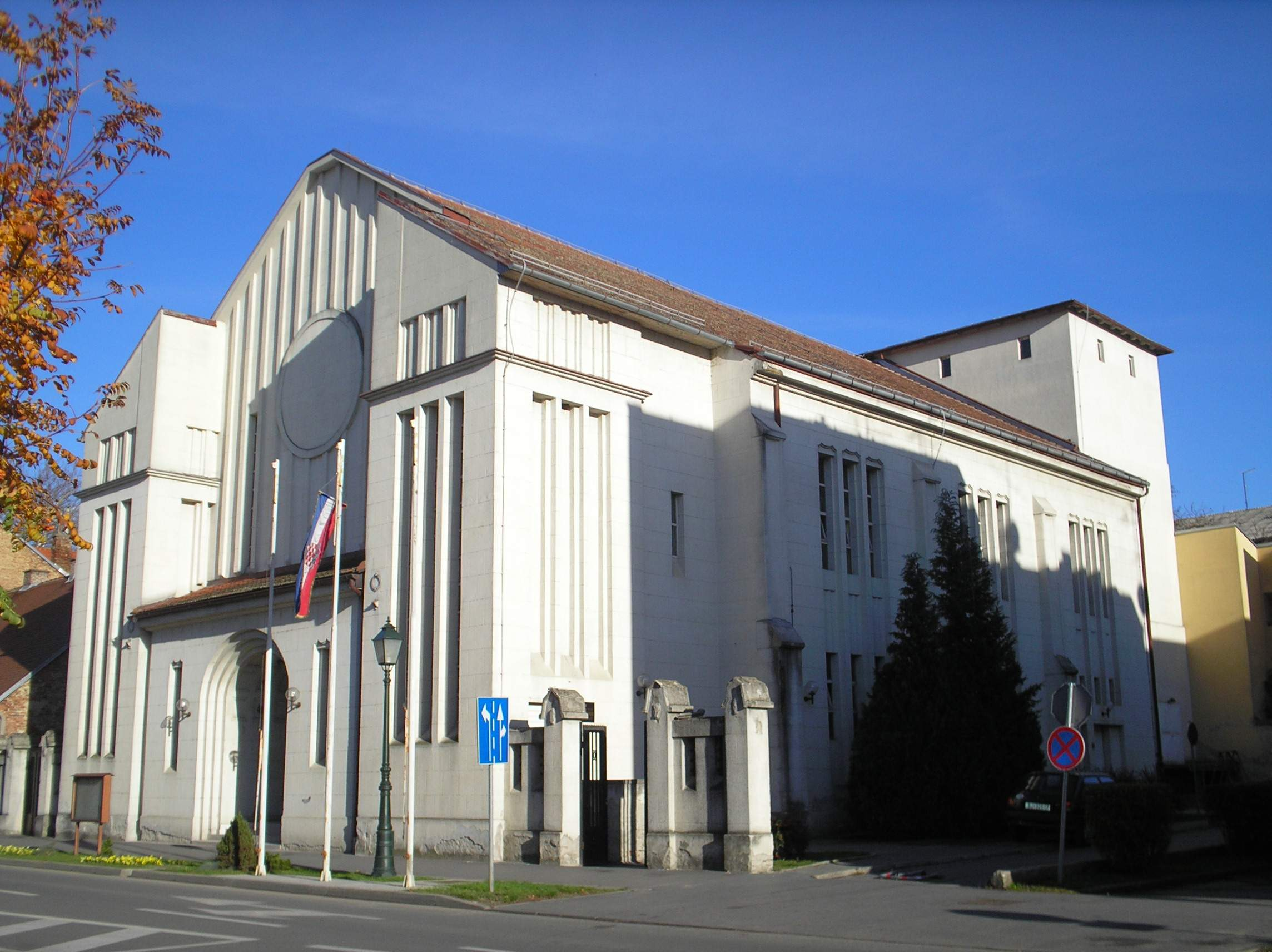
Kultúrház, korábban zsinagóga

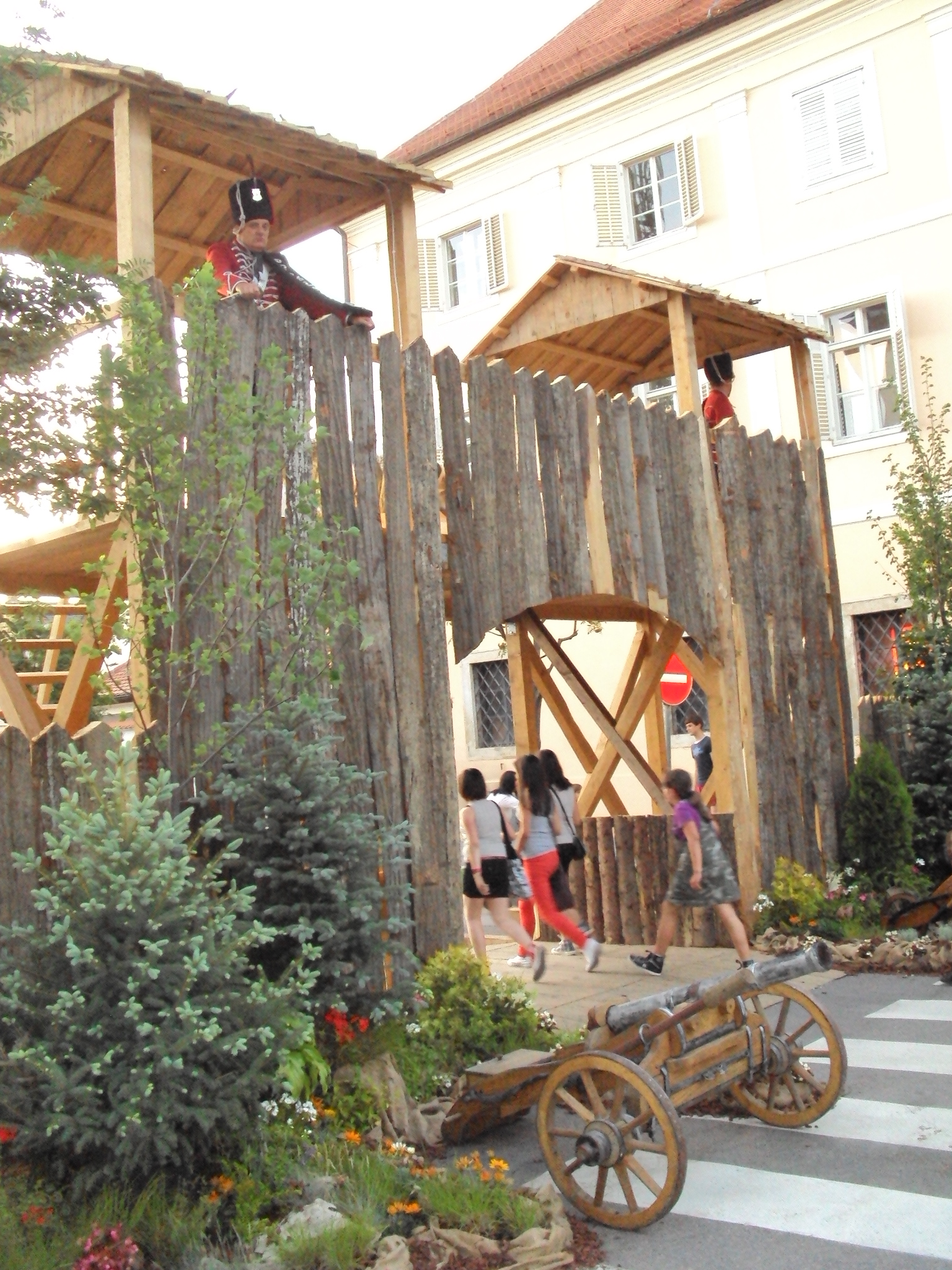
A Terezijana bejárata

- A Terezijana egy kulturális-szórakoztató rendezvény, melyet minden év júniusának második hétvégéjén rendeznek meg Mária Terézia királynő emlékére, aki 1756-ban fontos katonai székhellyé emelte a várost.
- A BOK fest egy színházi fesztivál, melyet 2003 óta rendeznek meg. A kéthetes fesztiválon a közönség válogatást láthat az ország felnőtt és gyermekszínházi előadásaiból. Alapítója és vezetője Goran Navojec.
- Januárban rendezik meg az ütőhangszeres zenészek nemzetközi hetét, mely egy ütőhangszeres zenészek előadásaiból álló koncertsorozat.
- Július elején rendezik meg a DOKUart fesztivált a dokumentumfilmek fesztiválját.

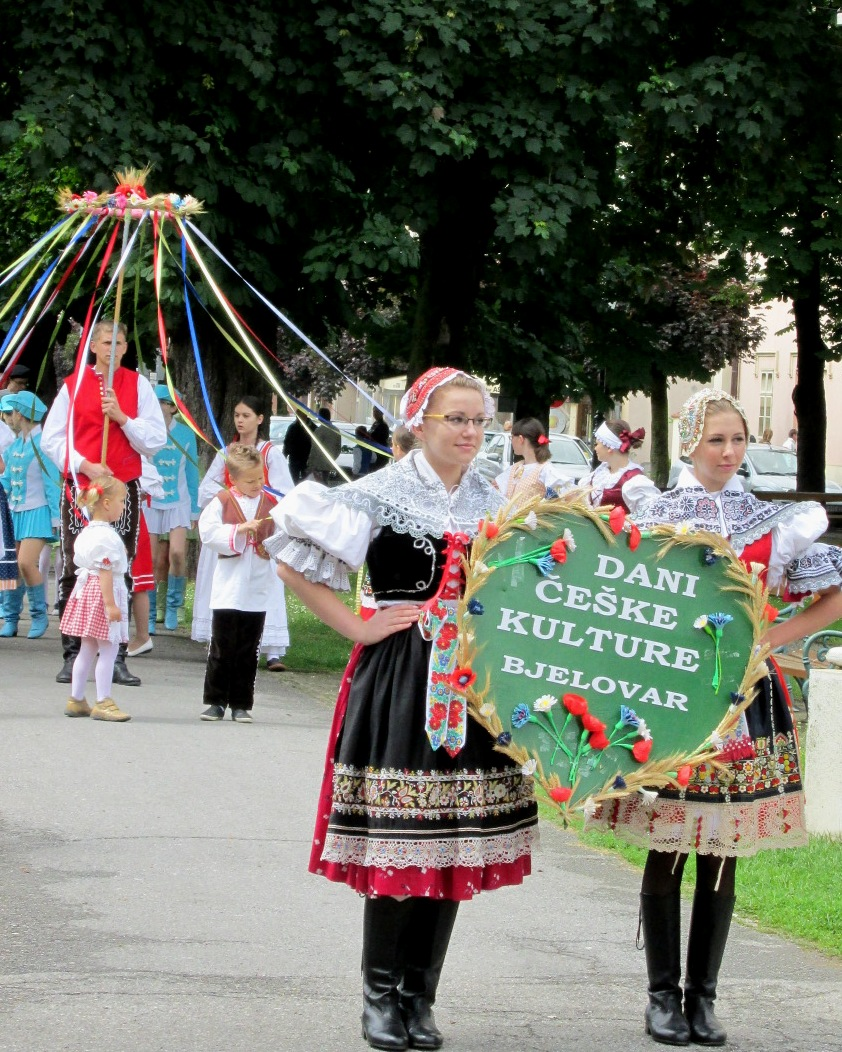
Felvonulás a cseh kulturális napokon

- A cseh kulturális napok a horvátországi csehek kulturális fesztiválja, melyet május elején rendeznek.
- November végén rendezik meg a nemzeti kisebbségek estjét, melyen az ország nemzeti kisebbségei adják elő dalaikat, táncaikat, népszokásaikat.
- A karácsonyi koncert a szentestét megelőző gálaelőadás, melyen horvát és külföldi zenészek lépnek fel.

## Turizmus
- Gazdag művelődési öröksége bele van építve a táj idegenforgalmi kínálatába, melyet gyönyörű vadászterületek (apró- és nagyvaddal) is kibővítenek. Ezeknek a vadászterületeknek különösen nagy a vonzereje a külföldi vadászok számára.
- A belovári vásár, melyet Gudovac vásárterén rendeznek meg tulajdonképpen, egy vásársorozat. Vásárai közül a legjelentősebb az őszi nemzetközi vásár, melyet szeptember elején tartanak, de van tavaszi vásár, méhészvásár, sajtvásár, vadászati, halászati, ökológiai, turisztikai és lóvásár is.

## Média

### Újság
- Bjelovarac – Bjelovarski list
- Zvono – Bjelovarsko zvono
- Bjelovarski oglasnik

### Rádió
- Radio Bjelovar
- BBR – Bjelovarsko-bilogorski radio
- Radio Terezija
- Radio Pevec

### Televízió
- Bjelovarska televizija – B1
- TV Atila

## Oktatás
- A városban öt elemi iskola található.

### Középiskolák
- Belovári gimnázium
- Közgazdasági és irodatechnikai szakközépiskola
- Zeneiskola
- Szakmunkásképző iskola
- Turisztikai és vendéglátóipari szakközépiskola
- Kereskedelmi szakközépiskola
- Egészségügyi szakközépiskola

### Főiskolák
A Belovári Egyetemi Központot 1960-ban alapították. Az oktatás az év október 23-án indult meg 102 hallgatóval. Az intézmény önálló gazdálkodással részben a zágrábi, részben a rijekai Közgazdasági Egyetem szakmai irányítása alatt működik.

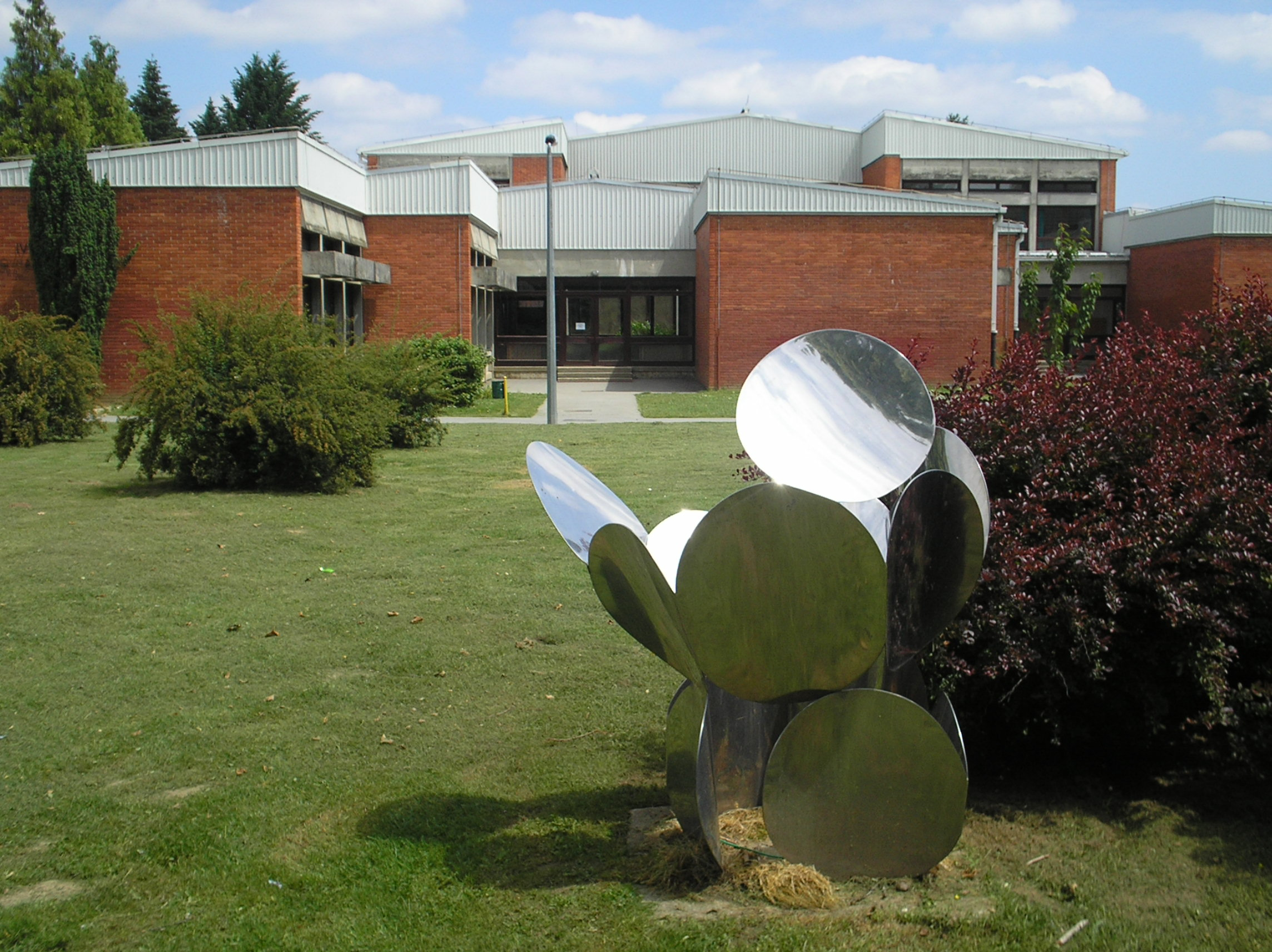
A 4-es számú elemi iskola épülete

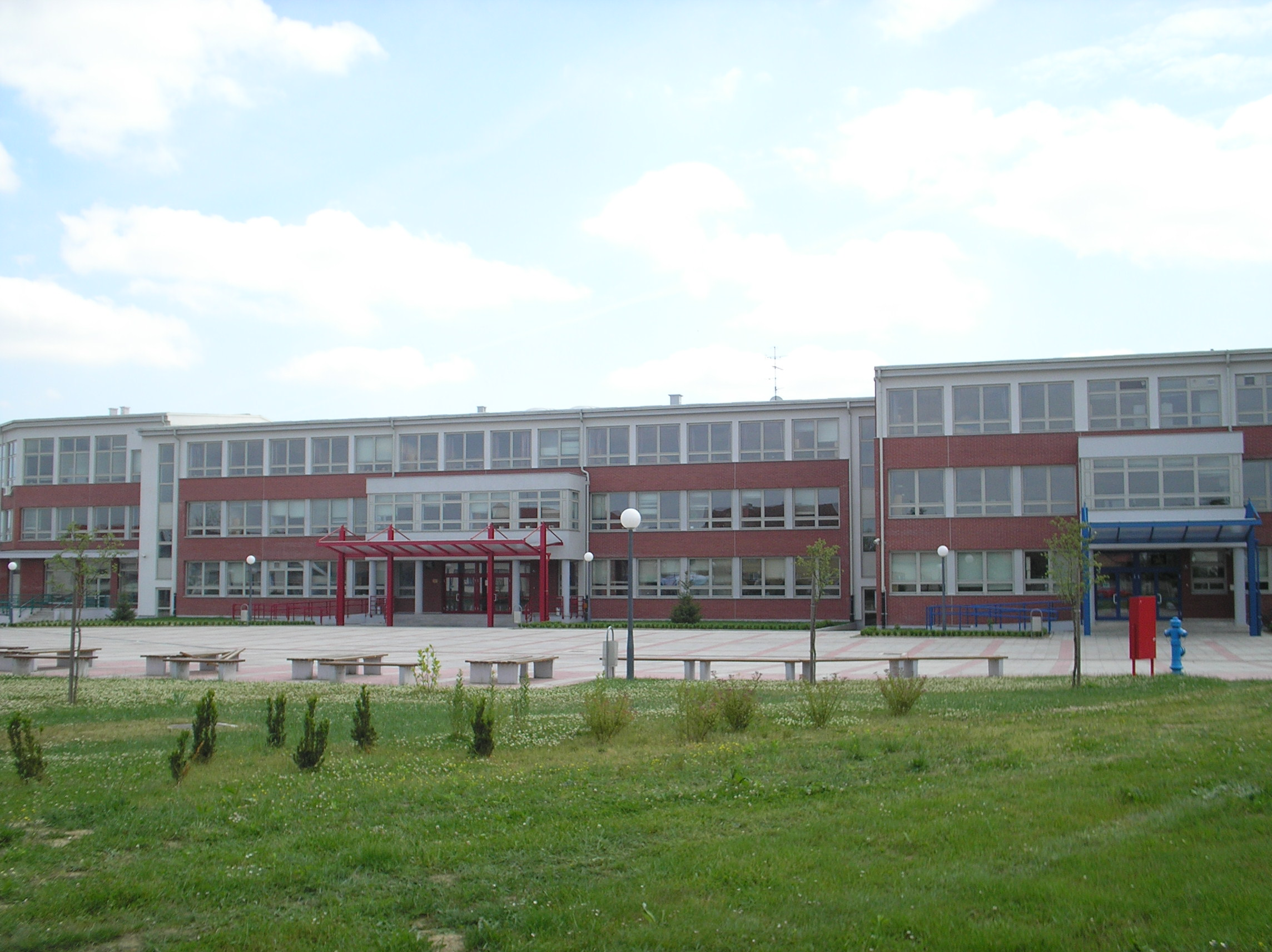
A középiskolai központ

## Sportélete
- NK Bjelovar labdarúgóklub
- NK Sloga Bjelovar labdarúgóklub
- RK Bjelovar kézilabdaklub
- ŽRK Bjelovar kézilabdaklub
- KK Bjelovar kosárlabdaklub
- ŽOK Bjelovar röplabdaklub
- AK Bjelovar atlétikai klub
- AK Borik atlétikai klub
- Bjelovar 1874 sportlövész egyesület

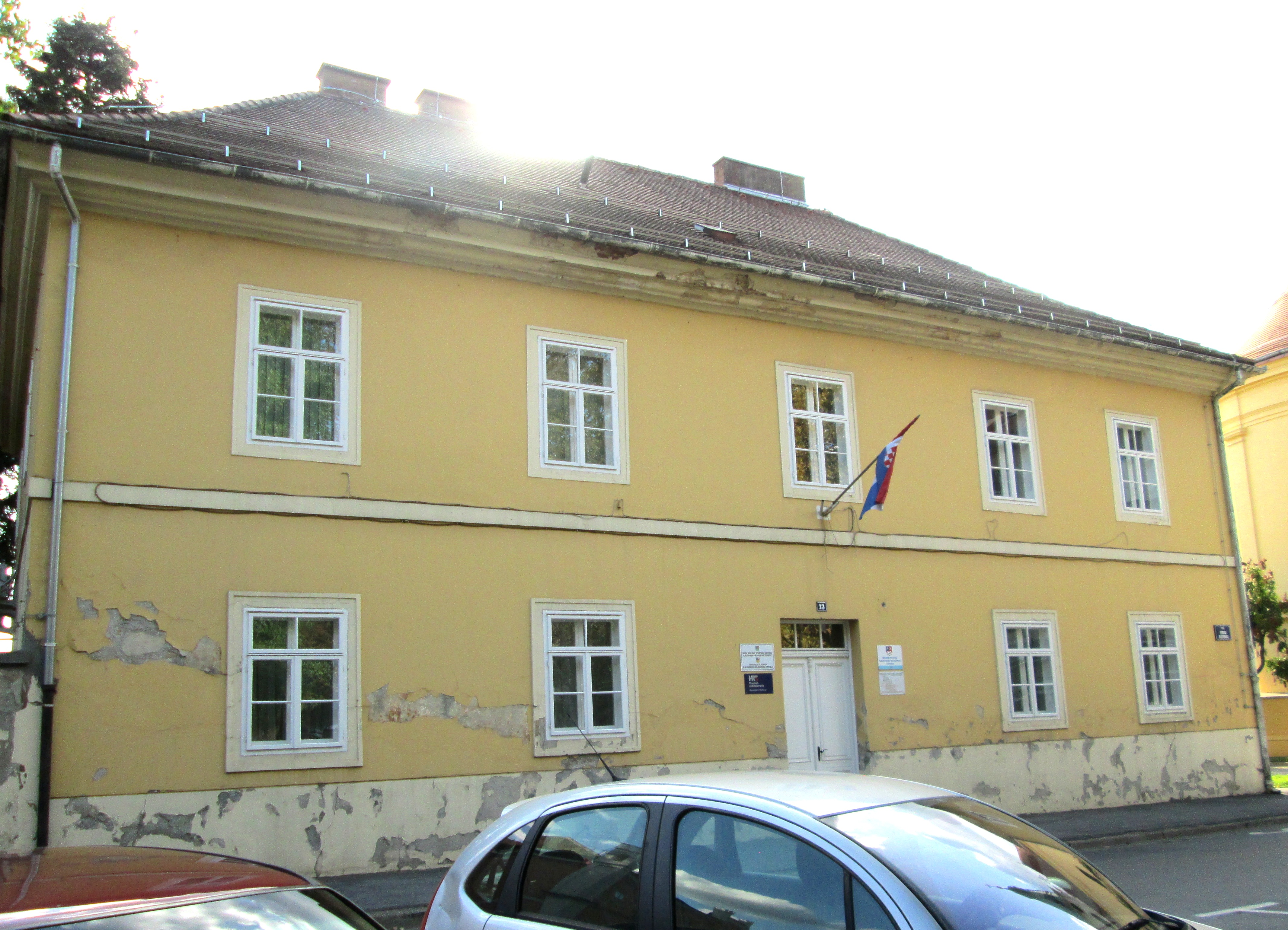
A Kereskedelmi szakközépiskola épülete

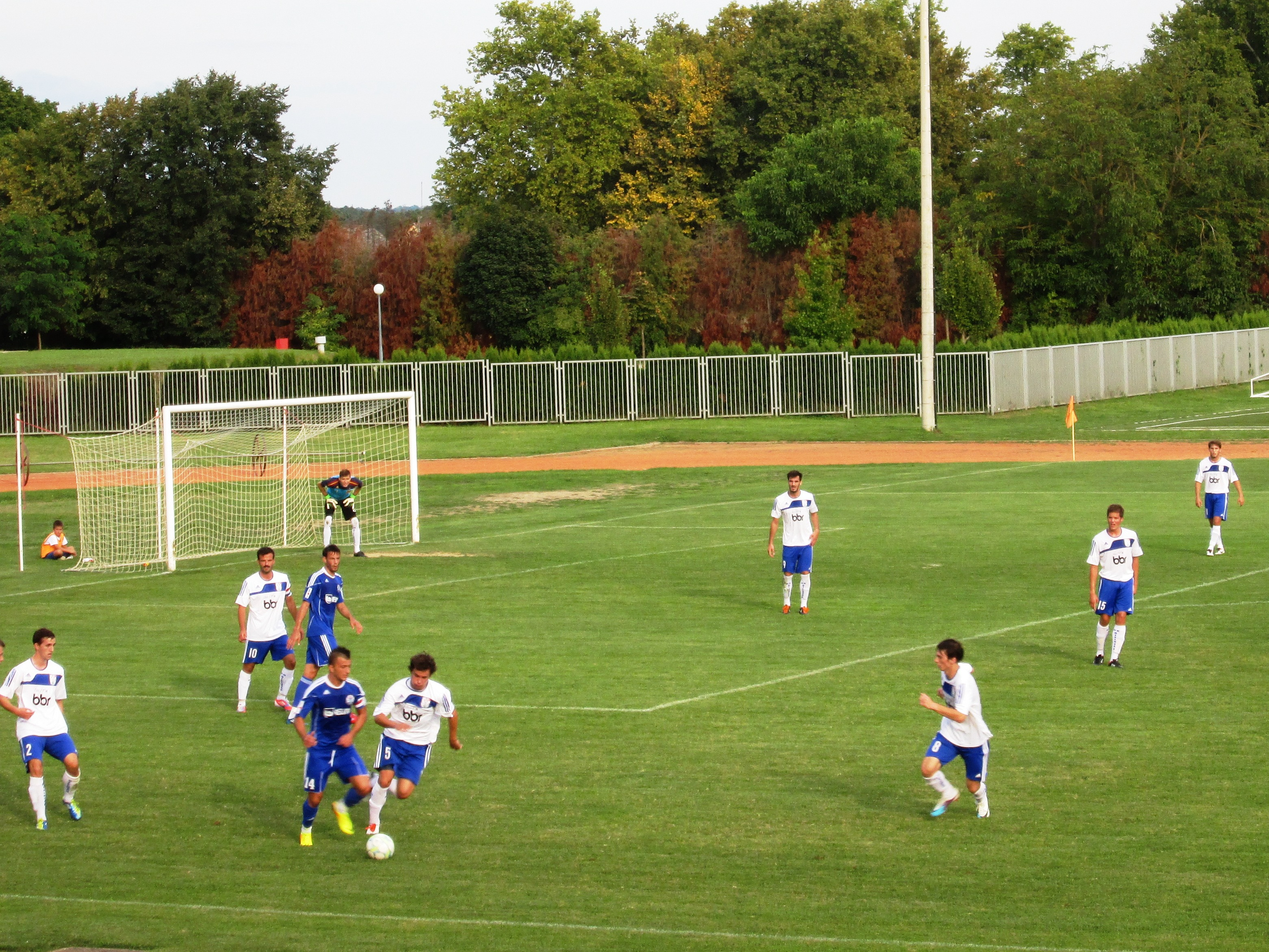
Labdarúgó mérkőzés az NK Bjelovar pályáján

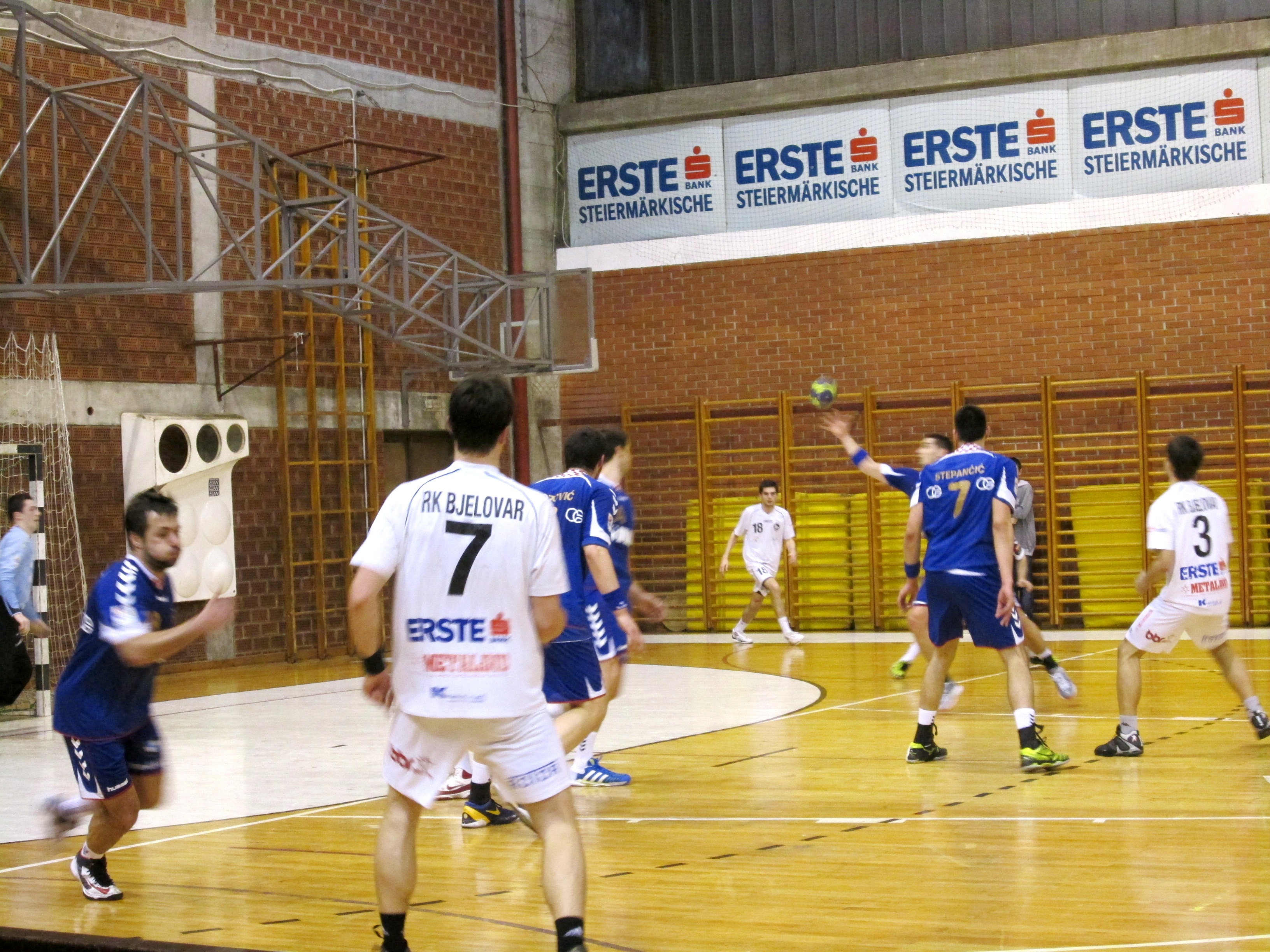
Az RK Bjelovar mérkőzése

- Bjelovar taekwondo klub
- Omega taekwondo klub
- Fox taekwondo klub
- TK Bjelovar teniszklub
- SK Bjelovar asztalitenisz klub
- Belovári autó-motor klub
- Bjelovar úszóklub
- Bjelovar lovasklub
- Bjelovar íjászklub
- Bjelovar tekeklub
- Bjelovar Greenhorns rögbiklub

## Híres emberek
- Daniel Georg Neugeboren (1759–1822) evangélikus szuperintendens
- Stéger Xavér Ferenc (1824–1911) operaénekes
- Milena Preindlsberger-Mrazović (1863–1927), újságíró, zeneszerző, szerkesztő
- Gordan Jandroković (1967–), diplomata és politikus
- Zoran Mamić (1971–), labdarúgó
- Ognjen Vukojević (1983–), labdarúgó

## Testvértelepülések
- Pakrác, Horvátország
- Rubiera, Olaszország
- Visoko, Bosznia-Hercegovina